# Breda Guazzona
Breda Guazzona è una frazione del comune italiano di Torre de' Picenardi.

## Storia
Fu comune autonomo fino al 1º gennaio 1868, data in cui fu aggregato al comune di Cà d'Andrea, a sua volta aggregato a Torre de' Picenardi nel 2019.